# 1984 (novela)
1984 (en su versión original en inglés: Nineteen Eighty-Four) es una novela política de ficción distópica, escrita por George Orwell entre 1947 y 1948 y publicada el 8 de junio de 1949. La novela popularizó los conceptos del omnipresente y vigilante Gran Hermano o Hermano Mayor, de la notoria habitación 101, de la ubicua policía del Pensamiento y de la neolengua, adaptación del idioma inglés en la que se reduce y se transforma el léxico con fines represivos, basándose en el principio de que lo que no forma parte de la lengua, no puede ser pensado.
Muchos analistas detectan paralelismos entre la sociedad actual y el mundo de 1984, sugiriendo que estamos comenzando a vivir en lo que se ha conocido como sociedad orwelliana, una sociedad donde se manipula la información y se practica la vigilancia masiva y la represión política y social. Sin embargo, no hay que olvidar que estos elementos ya aparecen en la novela rusa Nosotros (1924) de Zamiatin, en la que se inspiró Orwell, y que se considera la novela fundadora de la novela distópica contemporánea. La novela de 1984 es, sin embargo, mucho más popular y el término «orwelliano» se ha convertido en sinónimo de las sociedades u organizaciones que reproducen actitudes totalitarias y represoras como las representadas en la novela. La novela fue un éxito en términos de ventas y se ha convertido en uno de los libros más influyentes del siglo XX.

## Sociedad descrita en la novela
La novela se desarrolla en el año 1984 y siguientes en un futuro Londres, parte de una región llamada Franja Aérea 1, «... que alguna vez fue llamada Inglaterra o Britania» integrada, a su vez, en un inmenso estado colectivista: Oceanía.
La sociedad de Oceanía está dividida en tres grupos. Los miembros "externos" del Partido Único, los miembros del Consejo dirigente o círculo interior del partido y una masa de gente, a la que el Partido mantiene pobre y entretenida para que no puedan ni quieran rebelarse, los proles (proletarios).
Los miembros "externos" constituyen la burocracia del aparato estatal (de ahí la necesidad de la estricta vigilancia), viven sometidos a un control asfixiante y a una propaganda alienante que los desmoraliza y les impide pensar críticamente. El estado suprime todo derecho y condena a una existencia poco más que miserable, con riesgo de perder la vida o sufrir vejámenes espantosos, a aquellos que no demostrasen suficiente fidelidad y adhesión a la causa nacional. Para ello se organizan numerosas manifestaciones, donde se requiere la participación activa de los miembros, gritando las consignas favorables al partido, vociferando contra los supuestos traidores y dando rienda suelta al más desaforado fanatismo. Solo con fervor fanático se puede escapar a la omnipresente vigilancia de la policía del pensamiento.

### Los ministerios
Los ministerios son los siguientes:
- El Ministerio del Amor (Miniluv en neolengua, la versión castellana lo traduce como Minimor) se ocupa de administrar los castigos, la tortura y de reeducar a los miembros del Partido inculcando un amor férreo por el Gran Hermano y las ideologías del Partido.
- El Ministerio de la Paz (Minipax) se encarga de asuntos relacionados con la guerra y se esfuerza para lograr que la contienda sea permanente. Si hay guerra con otros países, el país está en paz consigo mismo. (Hay menos revueltas sociales cuando el odio y el miedo se pueden enfocar hacia fuera, como señala la psicología social).
- El Ministerio de la Abundancia (Miniplenty o Minidancia) encargado de la economía planificada y de conseguir que la gente viva siempre al borde de la subsistencia mediante un duro racionamiento.
- El Ministerio de la Verdad (Minitrue o Miniver) se dedica a manipular o destruir los documentos históricos de todo tipo (incluyendo fotografías, libros y periódicos), para conseguir que las evidencias del pasado coincidan con la versión oficial de la historia, mantenida por el Estado.

### Superpotencias

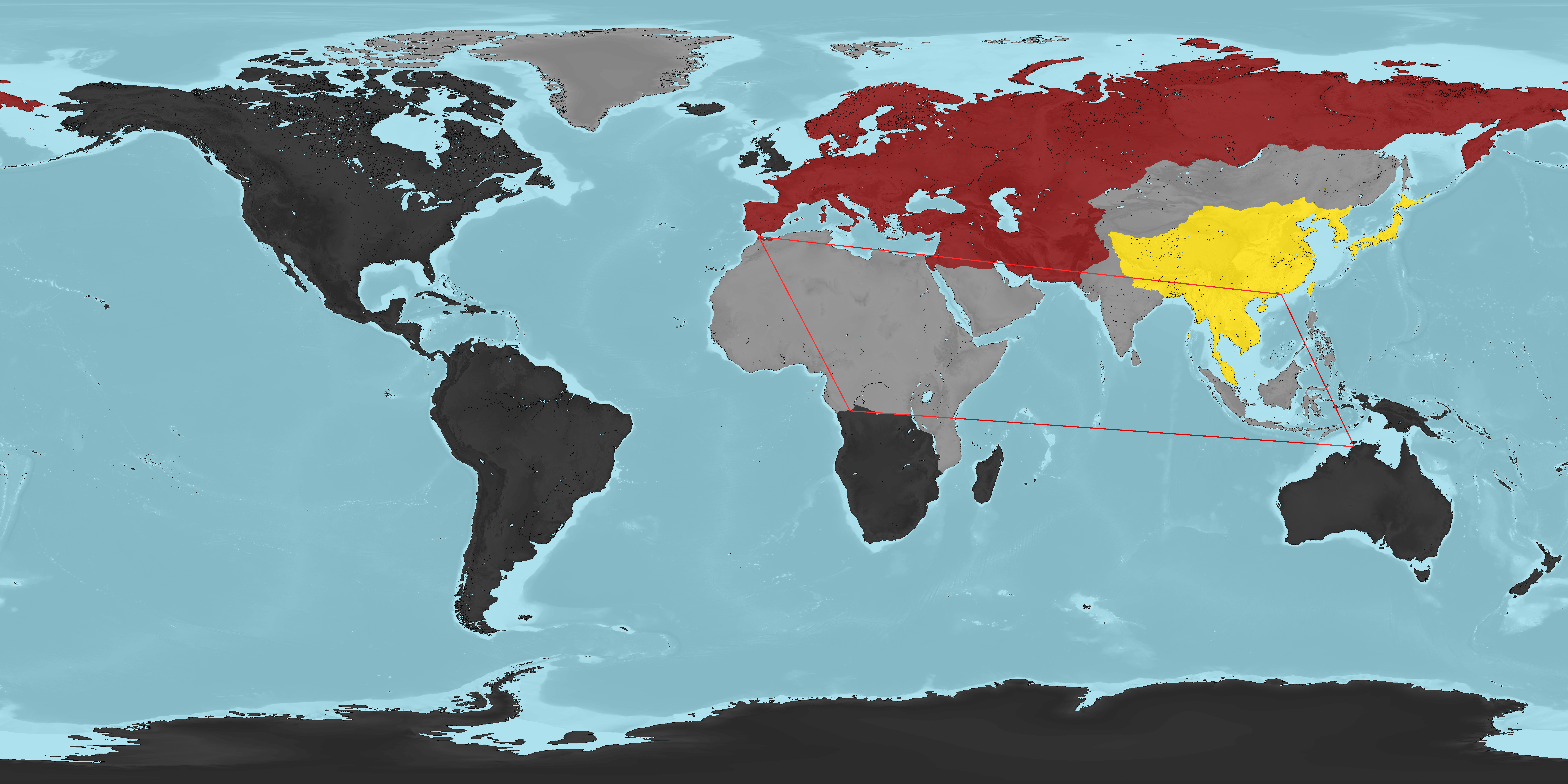
El mundo según la novela 1984, dividido en Oceania (negro), Eurasia (rojo), Estasia (amarillo) y zonas disputadas (gris).

El mundo está dividido en tres superpotencias:
- Oceania, donde impera el Ingsoc, acrónimo (en idioma Newspeak) para «socialismo inglés». Oceanía comprende el Reino Unido, Irlanda, Islandia, toda América, Australia, Nueva Zelanda, muchos otros países de Oceanía y el sur de África.
- Eurasia, donde impera el neobolchevismo. Eurasia comprende la Unión Soviética (incluida la parte asiática) y Europa (excepto Islandia, el Reino Unido e Irlanda).
- Eastasia (Estasia en una traducción al español), donde impera la «adoración de la muerte» o «desaparición del yo». Estasia comprende China, Japón, Corea, Tailandia, Indochina, Birmania, Singapur y partes de la India y Malasia.

Además, hay diversas zonas del mundo que están siendo disputadas entre las tres superpotencias, estos territorios en disputa son los únicos territorios que pasan de unas manos a otras, el resto del mundo siempre pertenecen a su correspondiente nación.

### Guerra

Banderas de los superestados en la novela 1984.

Los tres grandes Estados mantienen una guerra «eterna». Esta guerra se caracteriza porque siempre hay dos naciones que se alían contra la otra y siempre alguna nación acaba traicionando a su aliada para aliarse con su enemigo (esto podría ser una referencia al pacto germano-soviético en la Segunda Guerra Mundial).
La novela empieza con una guerra de Oceanía y Asia Oriental contra Eurasia, luego es Oceanía y Eurasia contra Asia Oriental y la novela termina, de nuevo, con una guerra de Oceanía y Asia Oriental contra Eurasia (no queda claro el tiempo que transcurre en la novela, pero no transcurre mucho). Cuando Oceanía cambia de aliado, el Gobierno cambia los registros del pasado para hacer creer que su aliado actual ha sido siempre su aliado en esta guerra, y cualquier prueba que indique lo contrario ha sido obra de conspiradores dirigidos por Goldstein que manipulan la verdad para volver al pueblo de Oceanía contra sus aliados y hacerles perder la guerra.
El libro de Goldstein (del cual no se sabe que parte es veraz) dice que las tres naciones no creen en la victoria y no quieren que la guerra acabe, ya que el objetivo de la guerra es mantener al pueblo pobre, ignorante y que transmita todo el odio que siente por su precariedad contra países extranjeros, esto significando una contradicción en la acción y objetivo del partido, donde cada interacción con la sociedad tiene ese objetivo, incluso, en ciertas reseñas y teorías de fanáticos de este mundo distópico, afirman un hecho no mencionado en el libro, el cual consta de la manipulación de la realidad, donde la guerra, las victorias y las alianzas no existen, entendiendo que estas son conceptos distorsionados o incluso totalmente inventados, ya que el prole, los miembros del partido, e incluso los miembros de puestos altos de cada ministerio aceptan y viven como su situación inexistente. Esto implica mantener la producción armamentística, prácticamente el único tipo de producción abundante en esta distopía, también provoca un estado de guerra continuo entre los tres superestados, que han de seguir manteniendo dicha industria a toda costa.

### El Partido Ingsoc
El Partido Socialista Inglés, conocido por su acrónimo Ingsoc (Socialismo Inglés en neolengua), es la organización a la que han de pertenecer todas las personas, a excepción de los «proles», que con todo constituyen la inmensa mayoría de la población. Estos últimos están mantenidos en la miseria más abyecta, pero se les entretiene de diversas formas por parte del Partido para preservarlos contentos en su situación. Prácticamente solo saben obedecer órdenes y se los considera incapaces de rebelarse; se les conceden los mismos derechos que a los animales y, de hecho, la Policía del pensamiento apenas los vigila: «a los proles se les permite la libertad intelectual porque no tienen intelecto alguno».
Al frente del Partido está el Gran Hermano, quien es el guardián de la revolución, comandante en jefe y juez supremo; pero sobre todo la encarnación de los ideales del Partido ubicuo, único y todopoderoso que vigila sin descanso todas las actividades cotidianas de la población, al punto que inclusive, en las calles y casas hay dispositivos de vigilancia para conocer todos los actos de cada individuo («telepantallas»). Irónicamente, Orwell insinúa la posibilidad de que el Gran Hermano ni siquiera sea una persona real, sino un mero icono propagandístico.
La familia es apenas tolerada por la ideología del Partido. Es una práctica común la denuncia de traición al Partido por parte de hijos pequeños a sus padres.

### Lemas del Partido
Los lemas del Partido son:

"Guerra es Paz, Libertad es Esclavitud, Ignorancia es Fuerza"
En la novela un miembro del Partido Interior, de nombre O'Brien, explica su significado invirtiéndolos.
- La Guerra es Paz: ya que la guerra provoca que los ciudadanos no se levanten contra el Estado ante el temor al enemigo, de esta manera se mantiene la paz. Por eso O'Brien dice que su verdadero sentido sería: "Paz es Guerra"
- La Libertad es Esclavitud: pues el esclavo se siente libre al no conocer otra cosa, de este modo "Esclavitud es Libertad"
- La Ignorancia es Fuerza: debido a que la ignorancia evita cualquier rebelión contra el Partido, por lo cual "La Fuerza es Ignorancia", concluye O'Brien.

## Sinopsis
El personaje principal de la novela es Winston Smith, que trabaja en el Ministerio de la Verdad. Su cometido es reescribir la historia, ironizando así el ideal declarado en el nombre del Ministerio. Tras años trabajando para dicho Ministerio, Winston Smith se va volviendo consciente de que los retoques de la historia en los que consiste su trabajo son solo una parte de la gran farsa en la que se basa su gobierno, y descubre la falsedad intencionada de todas las informaciones procedentes del Partido Único. En su ansia de evadir la omnipresente vigilancia del Gran Hermano (que llega inclusive a todas las casas) encuentra el amor de una joven rebelde llamada Julia, también desengañada del sistema político; ambos encarnan así una resistencia de dos contra una sociedad que se vigila a sí misma.
En secreto, Winston desarrolla una doble vida: compra un cuaderno prohibido donde anota pensamientos de rebelión y recuerdos de un pasado que el Partido ha borrado; cree recordar un tiempo en que la gente podía amar, aprender y elegir libremente. Aunque sus encuentros son desesperadamente románticos, se llevan a cabo con miedo: utilizan un cuarto alquilado en un distrito proletario, donde creen estar lejos de las telescreens.
A través de O’Brien, un alto miembro del Partido que finge simpatizar con sus ideas, Winston y Julia creen tener un contacto directo con la Hermandad, un supuesto grupo de resistencia dirigido por Emmanuel Goldstein —un personaje casi tan ubicuo y omnipresente como el propio Gran Hermano, el 'Enemigo del Pueblo', traidor a la Revolución y escritor de 'El Libro', el cual Winston lee hasta llegar a comprender los mecanismos del doblepensar, herramienta base de dominación del Partido— y que es en realidad uno más de los instrumentos de control del Partido.
A través de una historia intrincada, con temas como el lavado de cerebro, el lenguaje, la psicología y la inventiva encaminados al control físico y mental de todos los individuos, la educación totalitaria de la juventud, etcétera, Orwell relata la historia trágica y aparentemente emancipadora de Winston Smith y Julia, quienes tratan de escapar de un sistema donde la intimidad y el libre pensamiento están prohibidos.
Al descubrir que los presuntos "miembros de la resistencia" formaban parte también del mecanismo represor, los protagonistas son encerrados por la Policía del pensamiento y sometidos a tortura en el Ministerio del Amor. Winston sufre un prolongado e inhumano tormento físico y psicológico. O’Brien, su torturador principal, utiliza métodos de condicionamiento extremo para quebrar su voluntad. Winston es obligado a reconocer que un enunciado evidentemente falso como 2+2=5 es en realidad verdadero. Su fortaleza sorprende a los torturadores en la Habitación 101, pero todo no es más que parte de una alienada pesadilla. Winston acaba, tras largos e inhumanos meses, aceptando interiormente que la verdad es lo que el partido dice y no lo que su intelecto deduzca, o ni siquiera lo que sus sentidos perciban. Al final Winston reencuentra a Julia, que ha sido también torturada, pero ambos son incapaces de mantener en sus mentes alguna sensación de cercanía y se separan como dos extraños. Se indica entonces que la finalidad del Partido Único se había cumplido, pues de hecho el amor entre Winston y Julia ha desaparecido, reemplazado por el amor hacia el Gran Hermano, único sentimiento afectuoso tolerado por el régimen. No obstante, lo único que Winston sabía era que desaparecería de la noche a la mañana, sin dejar ni una huella o algún conocido, incluso alguna evidencia de haber existido. Sabía también cómo sería su muerte, siendo lo único de lo que tuvo certeza en toda la historia.
Tras la “curación”, se le libera de nuevo en la sociedad. Se reúne brevemente con Julia en un parque desolado: ambos confiesan que el amor que sentían ha muerto. Winston acepta la versión oficial de la historia, ama al Gran Hermano y olvida sus antiguas convicciones.

## Historia de la novela

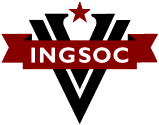
Ingsoc (Partido Socialista Inglés)

Publicado el 8 de junio de 1949, el grueso de la novela fue escrito por Orwell, ya gravemente enfermo de tuberculosis, en la isla de Jura, en Escocia, entre 1947 y 1948, aunque ya había comenzado los apuntes en 1944. En una carta a su agente literario, F. J. Warburg, fechada el 22 de octubre de 1948, Orwell afirmó que se le había ocurrido la idea de escribir la novela en 1943 y que aún dudaba entre titularla The Last Man in Europe (El último hombre de Europa) o Nineteen Eighty-Four (Mil novecientos ochenta y cuatro), y no descartaba otro título de última hora. Aunque se sabe que la decisión final de nombrar la novela se debe a que Warburg lo consideraba un título más comercial, no se conoce su origen. Algunas de las teorías barajadas incluyen la fecha del centenario de la Fabian Society, fundada en 1884, o como guiño a la novela de Jack London, The Iron Heel (por la fecha en que el partido político toma el poder), o incluso por un cuento de G. K. Chesterton, uno de sus autores preferidos, «The Napoleon of Notting Hill», ambientado en 1984.
Por otra parte, uno de sus biógrafos, Peter Davison, señala que, aunque no existen pruebas que lo fundamenten, el editor estadounidense de Orwell afirmaba que era simplemente el resultado de intercambiar la posición de los dos últimos dígitos del año en el que se escribió. Davison también señala que, en el manuscrito, aparecen las fechas de 1980, 1982 y 1984 como momentos en el desenlace de la historia.

## Temas de la novela

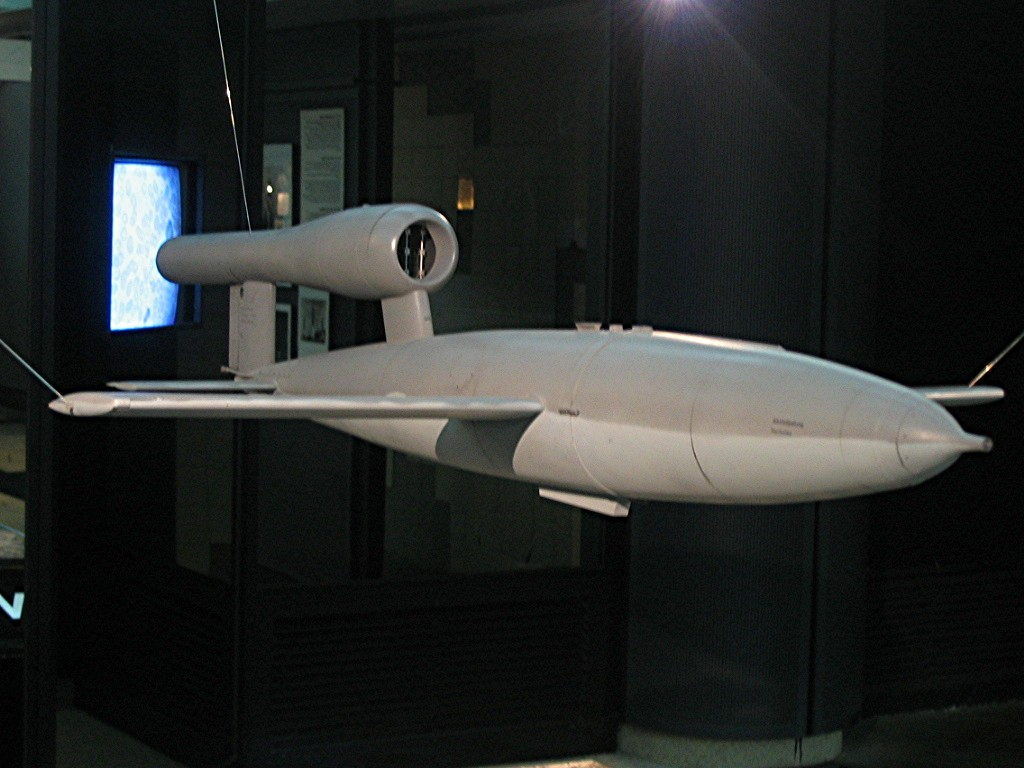
Bomba voladora alemana V-1

1984 presenta una extrapolación de prácticas del comunismo y el fascismo, especialmente en relación con experiencias de Orwell en la guerra civil española,[cita requerida] tales como los sucesos de mayo de 1937, que él describe en su obra Homenaje a Cataluña (1938).
- El Ingsoc, la ideología del estado totalitario en el que transcurre la novela, es una corrupción de English Socialism.[cita requerida]

- La «V» del emblema del Ingsoc es una parodia de la «V» de la victoria utilizada por los aliados en la Segunda Guerra Mundial. Esta «V» se utiliza también en el envase de los cigarrillos de la Victoria y de la ginebra de la Victoria.

- La «reescritura del pasado», trabajo de Winston Smith en el Ministerio de la Verdad, era práctica habitual en la Unión Soviética, además de las mentiras habituales en la propaganda de guerra. En la Unión Soviética Stalin tuvo la costumbre de eliminar los nombres de sus enemigos de la prensa, libros, registros históricos y documentos de archivo. Tal medida incluía a los escritos de tales personajes, los cuales eran sacados de la circulación y destruidos. Incluso las fotografías oficiales resultaban retocadas por la censura del régimen para eliminar de allí a los «personajes incorrectos». Víctimas de esta práctica fueron León Trotski, Nikolái Bujarin, Grigori Zinóviev y muchos otros líderes políticos. La práctica de no mencionar a León Trotski, a pesar de la gran importancia que tuvo en los primeros años de la Unión Soviética, continuó también después de la muerte de Stalin.[7]

- El Gran Hermano es una copia, hasta en los detalles físicos del personaje, del culto a la personalidad de Iósif Stalin.[cita requerida]

- Emmanuel Goldstein, el «Enemigo del Pueblo», está inspirado en León Trotski, siendo comunes a ambos personajes (el real y el creado por Orwell) las siguientes características:
  - Ambos participaron y fueron personajes importantes en las primeras etapas revolucionarias.
  - La descripción del aspecto físico de Goldstein coincide con la de Trotski.
  - Goldstein y Bronstein, el verdadero apellido de Trotski.
  - La persecución al trotskismo en la Unión Soviética inspira los Dos minutos de odio en la novela.[cita requerida]

- El cambio de alianzas entre las superpotencias es una caricatura del Pacto Molotov-Ribbentrop, que alió a la Unión Soviética con la Alemania nazi, y la ruptura de este pacto por sorpresa con la Operación Barbarroja. A partir de dicho pacto y hasta la invasión nazi de la Unión Soviética en 1941, no se permitió ninguna crítica a Alemania en la prensa soviética y todas las referencias a líneas partidistas anteriores se detuvieron, incluso en la mayoría de los partidos comunistas no rusos que tendían a seguir la línea rusa. Orwell había criticado al Partido Comunista de Gran Bretaña por apoyar dicho pacto en sus ensayos para Betrayal of the Left (1941): «El pacto Hitler-Stalin de agosto de 1939 revirtió la política exterior declarada de la Unión Soviética. Fue demasiado para muchos de los compañeros de viaje como Gollancz (el editor en algún momento de Orwell) que habían puesto su fe en una estrategia de construcción de gobiernos del Frente Popular y un bloque de paz entre Rusia, Gran Bretaña y Francia».[cita requerida]

- Winston Smith es un chiste histórico, ya que Winston, al escribirse la novela, era una alusión a Winston Churchill y Smith es el más común de los apellidos anglosajones.[cita requerida]

- La Habitación 101 es una referencia al Despacho 101 que Orwell ocupó mientras trabajaba para la British Broadcasting Corporation durante la Segunda Guerra Mundial.

- Las confesiones de los «criminales mentales» Rutherford, Aaronson y Jones se basan en los juicios de la década de 1930 en la Unión Soviética, que incluyeron confesiones forzadas de los prominentes bolcheviques Nikolai Bukharin, Grigory Zinoviev y Lev Kamenev.

### Monitorización del pensamiento
El Partido intenta monitorizar las expresiones de la cara y averiguar los pensamientos de los ciudadanos. Incluso había la «Policía del Pensamiento» y la detección y eliminación del «crimen mental». Todo esto contradice el principio jurídico «Cogitationis poenam nemo patitur» («El pensamiento no delinque»).

Constituía un terrible peligro pensar mientras se estaba en un sitio público o al alcance de la telepantalla. El detalle más pequeño podía traicionarle a uno. Un tic nervioso, una inconsciente mirada de inquietud, la costumbre de hablar con uno mismo entre dientes, todo lo que revelase la necesidad de ocultar algo. En todo caso, llevar en el rostro una expresión impropia (por ejemplo, parecer incrédulo cuando se anunciaba una victoria) constituía un acto punible. Incluso había una palabra para esto en neolengua: caracrimen.

Uno es el de descubrir, contra la voluntad del interesado, lo que está pensando determinado ser humano, (...) El hombre de ciencia actual es una mezcla de psicólogo y policía que estudia con extraordinaria minuciosidad el significado de las expresiones faciales, gestos y tonos de voz, los efectos de las drogas que obligan a decir la verdad, la terapéutica del shock, del hipnotismo y de la tortura física; (...).

No nos interesan esos estúpidos delitos que has cometido. Al Partido no le interesan los actos realizados; nos importa sólo el pensamiento.

### Represión de la sexualidad
El Partido intenta reprimir la sexualidad incluso dentro del matrimonio:

La finalidad del Partido en este asunto no era sólo evitar que hombres y mujeres establecieran vínculos imposibles de controlar. Su objetivo verdadero y no declarado era quitarle todo placer al acto sexual. El enemigo no era tanto el amor como el erotismo, dentro del matrimonio y fuera de él. Todos los casamientos entre miembros del Partido tenían que ser aprobados por un Comité nombrado con este fin. Y —aunque al principio nunca fue establecido de un modo explícito— siempre se negaba el permiso si la pareja daba la impresión de hallarse físicamente enamorada. La única finalidad admitida en el matrimonio era engendrar hijos en beneficio del Partido. La relación sexual se consideraba como una pequeña operación algo molesta, algo así como soportar un enema. Tampoco esto se decía claramente, pero de un modo indirecto se grababa desde la infancia en los miembros del Partido.

## Opiniones del propio Orwell
George Orwell opinó algunas veces sobre su novela 1984 y sus temas. En una carta a un líder sindicalista estadounidense dice:

Mi última novela [1984] no constituye un ataque contra el socialismo o el Partido Laborista inglés (al que yo sostengo). Quiere describir las perversiones a las que se ve expuesta una economía centralizada y que ya han sido realizadas parcialmente por el comunismo y el fascismo. Yo no creo que el género de sociedad que describo vaya a suceder forzosamente, pero lo que sí creo (si se tiene en cuenta que el libro es una sátira) es que puede ocurrir algo parecido. También creo que las ideas totalitarias han echado raíces en los cerebros de los intelectuales en todas partes del mundo y he intentado llevar estas ideas hasta sus lógicas consecuencias.

### Reescritura de la historia
En relación con la reescritura de la Historia, Orwell decía en su libro Mi guerra civil española:

Ya de joven me había fijado en que ningún periódico cuenta nunca con fidelidad cómo suceden las cosas, pero en España vi por primera vez noticias de prensa que no tenían ninguna relación con los hechos, ni siquiera la relación que se presupone en una mentira corriente. (...) En realidad vi que la historia se estaba escribiendo no desde el punto de vista de lo que había ocurrido, sino desde el punto de vista de lo que tenía que haber ocurrido según las distintas «líneas de partido». (...) Estas cosas me parecen aterradoras, porque me hacen creer que incluso la idea de verdad objetiva está desapareciendo del mundo. A fin de cuentas, es muy probable que estas mentiras, o en cualquier caso otras equivalentes, pasen a la historia. ¿Cómo se escribirá la historia de la guerra civil española? (...) Sin embargo, es evidente que se escribirá una historia, la que sea, y cuando hayan muerto los que recuerden la guerra, se aceptará universalmente. Así que, a todos los efectos prácticos, la mentira se habrá convertido en verdad. (...) El objetivo tácito de esa argumentación es un mundo de pesadilla en el que el jefe, o la camarilla gobernante, controla no solo el futuro sino también el pasado. Si el jefe dice de tal o cual acontecimiento que no ha sucedido, pues no ha sucedido; si dice que dos y dos son cinco, dos y dos serán cinco. Esta perspectiva me asusta mucho más que las bombas, y después de las experiencias de los últimos años no es una conjetura hecha a tontas y a locas.

## Otras opiniones
Aldous Huxley, autor de la novela distópica Un mundo feliz (1932), escribió una carta a Orwell sobre las relaciones entre 1984 y Un mundo feliz:

Muy amable de su parte pedirle a sus editores que me mandaran un ejemplar de su libro. Me llegó cuando estaba en medio de un trabajo que requería mucha lectura y consulta de referencias, y dado que mi pobre vista me exige que racione mis lecturas, he tenido que esperar largo tiempo antes de embarcarme en 1984.

Al estar de acuerdo con todo lo que la crítica ha escrito sobre el libro, no necesito decirle, una vez más, qué sutil y qué profundamente importante es su libro. (...) La filosofía de la minoría gobernante de 1984 es un sadismo que ha sido llevado a una conclusión lógica, llegando más allá de lo sexual, y negándolo.

Este autor, en su libro Nueva visita a un mundo feliz (1958), menciona muchas veces también la novela 1984:

Vale la pena señalar que, en 1984, los miembros del Partido están obligados a ajustarse a una ética sexual de una severidad más que puritana. En Un Mundo Feliz, en cambio, se les permite ceder a sus impulsos sexuales sin estorbo ni obstáculo. La sociedad descrita en la fábula de Orwell es una sociedad permanentemente en guerra, y la finalidad de sus gobernantes es en primer lugar, desde luego, ejercer el poder por la delicia de ejercerlo y, en segundo término, mantener a los gobernados en ese estado de tensión constante que un estado de guerra constante exige a los que la libran. Con su cruzada contra la sexualidad, los jefes pueden mantener la tensión necesaria en sus seguidores y, al mismo tiempo, satisfacer sus ansias de poder de un modo sumamente grato. La sociedad descrita en Un Mundo Feliz es un Estado mundial en el que la guerra ha sido eliminada y la finalidad primera de los gobernantes es evitar a cualquier costo que los gobernados provoquen conflictos. Logran esto legalizando (entre otros métodos) cierto grado de libertad sexual (hecha posible por la abolición de la familia) que garantiza prácticamente a los ciudadanos del mundo nuevo contra cualquier forma de tensión emocional destructiva (o creadora). En 1984 se satisface el ansia de poder infligiendo daño; en Un Mundo Feliz, infligiendo un placer apenas menos humillante.

El psicoanalista y filósofo Erich Fromm, en un apéndice a la edición publicada en 1961 por New American Library, concluye:

Los libros como los de Orwell son severas advertencias, y sería lamentable que el lector interpretara presuntuosamente a 1984 como otra descripción más de la barbarie stalinista, y no viera que también está dirigida a nosotros.

Isaac Asimov, en una crítica exhaustiva de la novela y sus efectos para la FNS (Field Newspaper Syndicate), escribió en un artículo de cuatro partes publicado en 1980:

En realidad, tanto ha penetrado la fobia al 1984 en la conciencia de muchos que no leyeron el libro y no tienen idea de lo que dice, que uno se pregunta qué puede llegar a pasarnos después del 31 de diciembre de 1984. Cuando llegue el Día de Año Nuevo de 1985 y los Estados Unidos existan todavía y estén enfrentando problemas muy similares a los que enfrentan hoy, ¿cómo expresaremos nuestros miedos a cada aspecto de la vida que nos llena de aprensión? ¿Qué otra fecha podemos inventar para reemplazar a la de 1984?

El propio Orwell no vivió para ver el éxito que alcanzó su libro. No fue testigo de cómo él mismo convirtió al 1984 en un año que obsesionaría a toda una generación de norteamericanos. Orwell murió de tuberculosis en un hospital de Londres en enero de 1950, apenas unos meses después de que el libro fuera publicado, a la edad de cuarenta y seis años. El conocimiento que tenía de que su muerte era inminente pudo haber influido en el tono encarnizado del libro.

## Reunión del Consejo de Europa
En abril de 1984 comenzó un debate en Estrasburgo, sede del Consejo de Europa, con cerca de 200 personalidades europeas y americanas del mundo de la cultura, la política y la ciencia sobre la novela 1984. Varias de las intervenciones fueron recopiladas en el libro Y amaba al Gran Hermano.

## Adaptaciones

### Cómic
En 2021, Sarbacane publica una adaptación realizada por Xavier Coste, editada en 2022 en castellano por Norma Editorial.
En 2021, Soleil Productions publica una adaptación realizada por Jean-Christophe Derrien y Rémi Torregrossa.
En 2021, Rocher publica una adaptación realizada por Sybille Titeux de la Croix y Amazing Améziane.
En 2020, se lanzó la novela gráfica de 1984 realizada por el ilustrador brasileño Fido Nesti y editada por la editorial DeBolsillo.
En 2014, Herder Editorial publicó la adaptación a manga de 1984.

### Televisión
Nigel Kneale realizó una adaptación con el mismo nombre para la British Broadcasting Corporation que se emitió en 1954. Dirigida por Rudolph Cartier, cuenta en el reparto con Peter Cushing en el papel de Winston Smith, Yvonne Mitchell en el papel de Julia y André Morell en el papel de O'Brien.

### Cine
También se ha llevado la novela al cine con el mismo título, más otras adaptaciones e inspiraciones menores.
- En 1956 Michael Anderson dirigió la primera adaptación al cine, con el mismo título, con Edmond O'Brien en el papel de Winston Smith y Jan Sterling como Julia.
- En 1973 Woody Allen realizó una versión libre en clave de comedia titulada El dormilón. Cuenta en el reparto Woody Allen, Diane Keaton, John Beck y Mary Gregory.
- En 1984 Michael Radford realizó la segunda versión cinematográfica, con el mismo título, directamente basada en la novela. Cuenta en el reparto a John Hurt como Winston Smith, Richard Burton como O'Brien y Suzanna Hamilton como Julia. La obra se planifica para ajustarse al carácter original del texto, contando con numerosas escenas que intentan representar las tensiones psicológicas de los protagonistas.
- En 1985 Terry Gilliam realizó una segunda versión libre titulada Brazil. Cuenta en el reparto Jonathan Pryce, Robert De Niro, Kim Greist y Michael Palin.
- The Hollywood Reporter confirmó el 22 de marzo de 2012 una nueva versión de la novela. LBI Entertainment, la productora de Julie Yorn, e Imagine Entertainment, de Brian Grazer y Ron Howard, son los estudios tras este remake.[20][21]
- En noviembre de 2022 se anunció que la adaptación de largometraje de la directora finlandesa Diana Ringo fue filmada y se estrenaría en 2023.[22][23][24]

### Ópera
También ha sido adaptada como una ópera con el mismo título, compuesta por Lorin Maazel con un libreto de J. D. McClatchy y Thomas Meehan. Se estrenó en el año 2005 en la Royal Opera House. Tiene en el reparto al barítono Simon Keenlyside como Winston Smith, al tenor Richard Margison como O'Brien y la soprano Nancy Gustafson como Julia. Está disponible en DVD.

### Teatro
El actor y director Tim Robbins dirigió una versión teatral que se representó en Madrid, Barcelona y Vitoria a finales de septiembre de 2009, así como en Bilbao a principios de octubre.
Otra adaptación al teatro se hizo en 2018, versionada por Javier Sánchez-Collado y Carlos Martínez-Abarca, que se representó en Madrid.

### Música
La banda inglesa de rock alternativo Muse hace varias referencias a fragmentos de la novela y muestra su influencia en varias de sus canciones, más notablemente en su álbum The Resistance, uno de los discos más laureados de los últimos años. En el cual, varias canciones tocan temas basados claramente en el libro de Orwell. Su principal referencia es en la canción «Resistance» la cual es una canción compuesta por Matt Bellamy. Está basada en el amor truncado entre Winston y Julia. Los amantes y resistentes son perseguidos por las fuerzas del Partido Único y obligados a renunciar a sus sentimientos a través de la separación, la tortura y el condicionamiento. Cuando se vuelven a ver, no se reconocen y se separan como si se tratara de dos extraños. Love is our resistance...
1984 es el álbum debut del bajista inglés Hugh Hopper, cuyas canciones toman sus nombres de los ministerios que aparecen en la novela.
1984 es una canción del músico británico David Bowie para su álbum de 1974, Diamond Dogs. Escrita en 1973, estuvo inspirada por la novela de George Orwell.
1984 es un álbum de estudio del tecladista inglés Rick Wakeman, lanzado en junio de 1981 en Charisma Records. Después de reformar su banda The English Rock Ensemble en 1980 y completar una gira europea, Wakeman firmó un contrato de grabación con Charisma y comenzó a preparar material para un álbum de estudio. Se decidió por un álbum conceptual basado en la novela de Orwell. La letra es de Tim Rice. El álbum recibió una cálida recepción y alcanzó el número 24 en la lista de álbumes del Reino Unido. Wakeman lo promovió aún más con una gira mundial a lo largo de 1981.
Human After All es el tercer álbum del dúo francés de música electrónica Daft Punk, donde las canciones corresponden a las emociones que provoca cada parte de la novela, destacando «Make Love», la quinta canción del álbum, representando la relación amorosa de Winston y Julia en medio del sonido metálico de 1984 y de Human After All, respectivamente.[cita requerida]

## En la cultura popular
Muchos de los temas de la novela son mencionados en relación con asuntos sociales o políticos. Concretamente, muchas veces se usa la expresión «Gran Hermano» para hacer referencia a situaciones, personas u organizaciones que realizan un control o vigilancia que se percibe como excesiva o contraria a la privacidad.

### Música
- El músico británico Alan Parsons señaló que había una relación entre 1984 y el álbum Eye in the sky (1982) producido por The Alan Parsons Project. [41][42][43]
- La canción «Divina TV Führer» del álbum Oktubre de la banda argentina de rock Patricio Rey y sus Redonditos de Ricota puede entenderse como una referencia metafórica al control por medio de telepantallas de la novela.
- En el álbum Hail To The Thief de la banda británica Radiohead, la primera canción se titula: «2 + 2 = 5», en referencia a una frase célebre de la novela.
- "United States of Eurasia" es el título que lleva una canción de la banda británica Muse, incluida en su álbum The Resistance, en la que hace referencia a que Estados Unidos tratará de anexarse Eurasia para así poder mantener su hegemonía, haciendo referencia a los Estados Unidos de Eurasia de la novela 1984.

### Revistas
1984 es el título de dos revistas de historieta fantástica y ciencia ficción para adultos, una estadounidense y otra española, que toman su título de la novela de Orwell. La revista española, a partir del año 1984 pasó a llamarse Zona 84.

### Novelas
La novela 1984 ha servido de inspiración para otras novelas, entre ellas:
- 1985 (1978) es un libro del escritor inglés Anthony Burgess. Consta de dos partes; la primera es una serie de ensayos que discuten aspectos de la novela de Orwell, la segunda es una novela que transcurre en el año 1985, pero no como una secuela de la novela de Orwell, sino como un escenario previo al totalitarismo donde el poder de los sindicatos por un lado y el del islamismo, por el otro, amenazan a la sociedad británica, presentada como la síntesis de la civilización occidental.
- 1985 (1983) es una secuela de la novela 1984, escrita por el autor húngaro György Dalos y publicada en alemán con el título: Neunzehnhundertfünfundachtzig. Ein historischer Bericht: «Mil novecientos ochenta y cinco. Un informe histórico (Hong Kong 2036)». Está estructurada como una secuencia de documentos y memorias, presentados en Hong Kong durante el año 2036 por un historiador. Estos textos han sido escritos por algunos personajes de la novela de Orwell, incluidos los protagonistas Winston Smith, Julia Miller y el oficial de policía del pensamiento O'Brien. La acción se desarrolla en Oceanía a lo largo de 1985, cuando, tras la repentina muerte del Gran Hermano, se inician transformaciones democráticas en el país, pero a finales de año, debido a la intervención militar de Eurasia, se instaura un nuevo régimen totalitario.[44][45]
- La novela El cuento de la criada (1985), de Margaret Atwood, una distopía basada en la religión, ha sido calificada como «un 1984 feminista».[46]
- La novela gráfica 2024 (2001) de Ted Rall proyecta el mundo de la novela original en una sociedad controlada por las grandes corporaciones y el consumismo desmedido.[47]
- 1Q84 novela fantástica de Haruki Murakami, publicada en Japón en tres libros, entre los años 2009 y 2010.[48] Se convirtió rápidamente en best-seller. Aunque su título alude a la novela de Orwell, en realidad no tiene relación con ella.[49]
- Pequeño hermano (2008) es una novela escrita por Cory Doctorow. El título se refiere a la supuesta vigilancia que ciertas agencias federales de los Estados Unidos ejercen sobre los ciudadanos; se centra en un grupo de adolescentes que son detenidos clandestinamente y sus intentos por hacer valer sus derechos por medio del ciberactivismo.
- 2084: El fin del mundo escrita en 2015 por Boualem Sansal en la cual la dictadura está basada en el control religioso por parte de un movimiento presentado como similar al islam.
- El Ministerio de la Verdad: La biografía de 1984 de George Orwell escrita por Dorian Lynskey y publicada por Doubleday en 2019, es una historia en forma de libro de la novela distopica de Orwell.

### Televisión
1984 fue un destacado anuncio de televisión usado para el lanzamiento en Estados Unidos de la computadora Macintosh 128K de Apple, en 1984. En dicho anuncio se hacía referencia a la sociedad imaginada por Orwell en su novela.
El programa de telerrealidad Gran hermano toma su nombre del líder de Oceanía en la novela, y alude a la permanente vigilancia sobre los participantes por medio de cámaras.

### Videojuegos
En 2020 el videojuego Fortnite realiza una parodia al anuncio de televisión de Apple mencionado anteriormente, utilizando la misma referencia a la sociedad de la obra de Orwell.
En marzo de 2010, Steam hizo lo mismo para promocionar su llegada a Mac.
En el videojuego de estrategia Hearts of Iron IV existe un mod poco conocido por la comunidad llamado "1984" que presenta el mundo distopico del libro con los tres superestados peleándose por la dominación mundial y países libres (África, la India, Indonesia y Arabia) ubicados en la "zona de guerra" peleando por su libertad.

### Big Brother Awards
Los Premios Gran Hermano (Big Brother Awards en inglés, BBA como siglas) fueron concebidos como una forma de atraer la atención sobre las invasiones a la privacidad por parte de empresas, funcionarios públicos y gobiernos. El primer BBA tuvo lugar en Londres en 1988, con una audiencia de más de 250 activistas de derechos civiles, intelectuales y medios de comunicación.

## Premios
- 1984: Prometheus Hall of Fame
- 1998: Encuesta Locus, 21.ª mejor novela anterior a 1990.

En 2015 se lo consideró como uno de los 20 libros más influyentes.

## Edición en castellano
- 1984. Traducción Jesús Isaías Gómez López. Madrid: Cátedra. 2024. ISBN 978-84-376-4758-6.
- 1984 (edición ilustrada). Traducción Miguel Temprano García. Nova Editores. 2023. ISBN 9788419260154.
- Mil novecientos ochenta y cuatro. Traducción José Luis Piquero. Hermida Editores. 2022. ISBN 978-84-124554-6-5.
- 1984. Traducción Juan Pascual Martínez Fernandez. Editorial Austral. 2022. ISBN 978-84-450-1277-2.
- 1984. Traducción Olivia de Miguel Crespo, ilustraciones de Riky Blanco. Barcelona: Editorial Alma. 2022. ISBN 978-84-18933-01-1.
- 1984. Traducción Rafael Vázquez Zamora. Colección Destino Clásicos. Barcelona: Ediciones Destino. 2003, 2021. ISBN 978-84-233-4165-8.
- 1984. Traducción Rafael Vázquez Zamora. Booket. 2021. ISBN 978-84-233-5939-4.
- 1984. Traducción Arturo Bray. Obelisco. 2021. ISBN 978-84-9111-764-3.
- 1984. Traducción Ariel Dilon, ilustraciones Luis Scafati. Barcelona: Editorial Libros del Zorro Rojo. 2021. ISBN 978-84-122705-1-8.
- 1984. Traducción Juan Pascual Martínez Fernández. Barcelona: Editorial Minotauro. 2021. ISBN 978-84-450-1027-3.
- 1984. Traducción Miguel Temprano García. Tapa dura. Edición conmemorativa. Barcelona: Editorial Lumen. 2014. ISBN 9788426400260.
- 1984. Traducción Miguel Temprano García. Barcelona: Editorial DeBolsillo. 2013. ISBN 9788499890944.
- 1984. Traducción Olivia de Miguel Crespo. Barcelona: Círculo de Lectores. 2003. ISBN 84-226-9645-2.
- 1984. Traducción Olivia de Miguel Crespo, ilustraciones de Antonio Saura. Barcelona: Galaxia Gutenberg. 1998. ISBN 978-84-8109-188-5.